# Dance Alone (Sia e Kylie Minogue)
Dance Alone è un singolo discografico collaborativo delle cantanti australiane Sia e Kylie Minogue, pubblicato nel 2024. 

## Descrizione
Il brano è incluso nel decimo album in studio di Sia Reasonable Woman e nel diciassettesimo album in studio di Kylie Minogue Tension II.
La canzone è stata scritta da Sia Furler e Jesse Shatkin.

## Video
Il videoclip della canzone è stato diretto da Dano Cerny.

## Tracce
- Download digitale

1. Dance Alone – 2:52